# Półmaraton Miński
Półmaraton Miński – impreza biegowa odbywająca się corocznie od 2013 r. na terenie Mińska. Organizatorem jest Białoruska Federacja Lekkoatletyczna.
Trasa wiedzie przez centralne tereny miasta. W roku 2015 trasa biegu została zmodyfikowana. W 2016 bieg został przyjęty w poczet Międzynarodowego Stowarzyszenia Maratonów i Biegów Ulicznych (AIMS).

## Zwycięzcy
| Data | Mężczyźni        | Czas    | Kobiety             | Czas    |
| ---- | ---------------- | ------- | ------------------- | ------- |
| 2014 | Ilja Slavinski   | 1:06:27 | Maryna Damantsevich | 1:13:33 |
| 2015 | Witalij Szafar   | 1:04:38 | Wolha Mazuronak     | 1:12:02 |
| 2016 | Hillary Maiyo    | 1:03:00 | Wolha Mazuronak     | 1:11:44 |
| 2017 | Hillary Maiyo    | 1:03:19 | Ludmyła Liachowicz  | 1:13:53 |
| 2018 | Abebe Negewo     | 1:02:39 | Sheila Jerotich     | 1:12:05 |
| 2019 | Afewerki Berhane | 1:04:08 | Nina Savina         | 1:11:24 |
| 2021 | Witalij Szafar   | 1:04:15 | Nina Savina         | 1:14:37 |
| 2022 | Rinas Akhmadeev  | 1:02:50 | Maryna Damantsevich | 1:16:11 |
| 2023 | Rinas Akhmadeev  | 1:03:20 | Maryna Damantsevich | 1:15:15 |